# ネオエンドルフィン
ネオエンドルフィン(Neoendorphin)は、プロダイノルフィンのタンパク質分解によって生成する内生のオピオイドペプチドである。種類としてα-ネオエンドルフィンとβ-ネオエンドルフィンが存在する。